# 孙仰曾
孙仰曾（1751年—？），卒年待考。字虚白，号景高，仁和（今属浙江杭州）人，清代乾隆朝大藏书家。

## 生平
出自浙江余姚县横河孙氏，九世祖孫燧赠吏部尚书，八世祖孙升官至南京礼部尚书，七世祖孫鑛官至南京兵部尚书，后家族移籍钱塘(今浙江杭州)，父孙宗濂乾隆九年举人，伯父孫宗溥乾隆二年传胪，可谓累世官宦学术之家。
孙仰曾继承父亲“寿松堂”的大量藏书和金石书画。“寿松堂”因孙家庭院中有一棵乔松而得名，在孙父时已天下闻名。孙与乾隆帝有藏书之谊，为一时佳话。乾隆38年(1773年)，开四库馆，修四库全书，命集天下之书。孙仰曾应诏进献书231种，其中不乏珍本奇本孤本。《四库全书》著录孙家藏书134种，共2481卷，并有存目近百种。
孙进献之宋朝椠本《乾道临安志》，为海内珍本，乾隆帝见后大悦，御题诗其后。乾隆帝并赠孙氏《佩文韵府》一部以表彰。
孙终官候补盐运司运同(从四品)，孙家后代孙峻也是清末民国时期的大藏书家。

## 所藏珍本
- 宋朝椠本《乾道临安志》•三卷[2]
- 宋本《资治通鉴》
- 钱遵王手抄本《西溪诗话》
- 明刻本《东京梦华录》
- 《別本十六國春秋》•十六卷 [5]
- 《十国春秋》•一百十四卷[6]
- 元觉隐《劦羔帖》[需要較佳来源]

## 著作
- 《寿松堂进呈书目》全一册